# 藤野先生
《藤野先生》是鲁迅的一篇散文。选自其回忆性散文集《朝花夕拾》。本文章被中國大陆的教材「人教版八年级上语文教材」所收录。
文章记述了作者在留学日本仙台时，与他的老师藤野严九郎的來往过程中的几件事，赞扬藤野先生用心治学，关心学生，没有狭隘的民族偏见的精神，表达了对他的尊敬与怀念之情。文章有两条线索：以作者与藤野的往來为明线；以作者的爱国情感为暗线。
投稿时的原稿中，出现了包括字词及标点的90多处修改。有学者称这篇文章是“鲁迅对于藤野先生的文化人格的再发现和文化品格的再赋予”。
藤野先生关心鲁迅的学业，亲自给鲁迅修改讲义的笔记，有日本學生認為藤野先生曾經洩漏考題給鲁迅，但是根据当时实在的纪录：藤野与鲁迅之來往，并不是建筑於利益之上，因为藤野教导的解剖学，鲁迅只得了59.3分，未及格。